# 韦悰
韦悰（？—？），京兆郡杜陵县（今陕西省西安市长安区）人，出自京兆韦氏逍遥公房，隋朝内史舍人韦福嗣之子，唐朝官员。

## 生平
貞觀十四年（640年）十一月，尚书左丞韦悰核查司农卿卖木材一橦七十文，民间卖木材一橦四十文，韦悰上奏唐太宗李世民说司农卿吞没款项。唐太宗召见大理寺卿孙伏伽书写司农卿的罪状。孙伏伽说：“司农卿无罪。”唐太宗震惊的询问原因。孙伏伽答道：“只因官府木材卖的贵，所以私人木材便宜。如果官府木材卖的便宜，那么私人木材就无法更便宜了。我只见司农卿识大体，不知道他的过错。”唐太宗醒悟，多次称赞孙伏伽，又回头对韦悰说：“你的见识远不如孙伏伽。”

## 家庭

### 兄弟
- 韦憬，唐朝吏部郎中[6]

### 夫人
- 裴贞，北齐侍御史、太子舍人、平州刺史裴讷之曾孙女，唐朝兼太子詹事、检校侍中、户部尚书、安邑敬公、赠绛州刺史裴矩孙女，隋朝左千牛裴奉高之女